# Das Wüten der ganzen Welt
Das Wüten der ganzen Welt ist ein Roman des niederländischen Schriftstellers Maarten ’t Hart. Die Originalausgabe erschien 1993 unter dem Titel Het woeden der gehele wereld im Verlag De Arbeiderspers, Amsterdam. Die deutsche Übersetzung von Marianne Holberg wurde 1997 im Arche-Verlag Zürich veröffentlicht (ISBN 3-7160-2225-X), 1999 erschien eine Taschenbuch-Ausgabe im Verlag Piper (ISBN 3-492-22592-6). Das Buch war kommerziell sehr erfolgreich.
Der Titel ist Teil der Charakterisierung  der Kantate von Johann Sebastian Bach BWV 80 (Ein feste Burg ist unser Gott) durch den Helden bzw. durch den Autor auf Seite 333 des Buches. Über diese heißt es, dass sie  „das Wüten der ganzen Welt heraufbeschwört und dann wieder besänftigt“. Der Titel ist jedoch nicht, wie vielfach behauptet, ein Zitat aus dieser Kantate, noch ist er, wie andernorts auch behauptet, ein Zitat aus Au bord de l’eau von Gabriel Fauré.

## Handlung
Hauptperson des Romans ist Alexander Goudveyl, der – abgesehen vom Prolog – als Ich-Erzähler auftritt und zunächst seine Kindheit als Außenseiter in einer niederländischen Kleinstadt schildert, als Sohn streng religiöser Eltern, die als Lumpenhändler arbeiten, während er schon früh seine Neigung zur Musik entdeckt. Das zentrale Ereignis spielt sich im Jahr 1956 ab, als Alexander im Alter von 12 Jahren aus nächster Nähe Zeuge des Mordes am Polizisten Arend Vroombout wird. Er glaubt den Täter gesehen zu haben, der zudem auf ihn zeigte, bevor er unerkannt verschwand.
Der Mord bleibt unaufgeklärt, Vroombouts pädophile Neigungen, die Alexander auch am eigenen Leib erfahren hat, geben letztlich kein Tatmotiv her. Während der im weiteren Roman erzählten nahezu drei Jahrzehnte seines Lebens kann er sich von dem Trauma nicht befreien, fühlt sich zum einen als einziger Tatzeuge vom Mörder bedroht und sucht zum andern nach einem Motiv für die Tat, die in der Scheune seiner Eltern stattgefunden hat. Während er heranwächst, sich gegen seine Eltern für ein Studium der Pharmazie entscheidet, nach deren Tod ein kleines Vermögen erbt und schließlich seine Liebe zur Musik (und zu den Frauen) ausleben kann, gibt es immer wieder Anlässe, den alten Fragen nachzugehen, die sich am Ende in erstaunlicher – aber angesichts zahlreicher zwischenzeitlicher Andeutungen nicht mehr gänzlich unerwarteter – Weise klären.
Im Gespräch mit seinem Schwiegervater, dem Dirigenten Aaron Oberstein, der als Jude aus Deutschland hatte fliehen müssen, wird der Zusammenhang zwischen dem im Prolog geschilderten gescheiterten Fluchtversuch einiger überwiegend jüdischer Bürger aus dem Jahr 1940 und allen bisherigen Ergebnissen von Alexanders Nachforschungen offenbar. Vroombout war Mitbesitzer des Schiffes, das bei dem Fluchtversuch von einem deutschen U-Boot versenkt wurde; zwischen ihm und den überlebenden Flüchtlingen, zu denen auch Oberstein gehört, war noch eine alte Rechnung offen, die am Tage des Mordes aus der Welt geschafft werden sollte.
Während Alexander nun glaubt, den Mörder vor sich zu haben, wird ihm durch dessen weitere Ausführungen offenbar, dass er nicht das leibliche Kind seiner Eltern ist, sondern der Sohn der damaligen Verlobten von Oberstein, die das Dritte Reich nicht überlebt hat: sein Schwiegervater ist also auch sein leiblicher Vater. Als dieser den Mord an Vroombout vehement abstreitet und selbst nur Zeuge gewesen sein will, dämmert ihm zudem, dass sein Vater oder seine Mutter Vroombout töteten, bevor dieser Gelegenheit hatte, Alexanders Herkunft gegenüber seinem wahren Vater aufzuklären. Zwischen den beiden Männern bleiben jedoch die letzten Schlüsse, die Alexander zieht, unausgesprochen, nur die Leser werden in das Geheimnis eingeweiht.

## Interpretation
Das Buch, das Elemente eines Entwicklungs- wie eines Kriminalromans enthält, lässt nahezu alle Motive anklingen, die für ’t Harts Werke typisch sind: eine gewisse Liebe zu kleinen niederländischen Orten und ihren Eigenheiten bei gleichzeitiger Kritik am engen Horizont vieler ihrer Bewohner, eine Auseinandersetzung mit den Verstrickungen von Widerstand und Kollaboration während der Zeit der deutschen Besatzung, eine deutliche Wertschätzung klassischer Musik und eine gewisse Sympathie für Protagonisten, denen das „normale“ heterosexuelle Rollenverhalten nicht gelingt oder die aus anderen Gründen gesellschaftliche Außenseiter sind, sowie ein Ringen mit elementaren religiösen Fragestellungen (Theodizee) bei gleichzeitigem Bekunden von Atheismus und scharfer Kritik an religiösem Eifer und Bigotterie. Durch die Verwendung der Stilmittel eines Krimis werden diese Motive in ein gängiges Muster verpackt und dadurch besser an die Leserschaft gebracht.
Der Roman erhielt 1994 die höchste niederländische Auszeichnung für Kriminalliteratur, den Gouden Strop der niederländischen Genootschap van Nederlandstalige Misdaadauteurs (GNM) für das spannendste Buch des Jahres. Ebenfalls 1994 kürte die Svenska Deckarakademin (Schwedische Kriminalakademie) den Roman mit dem Martin Beck Award zum international besten Kriminalroman des Jahres.
Die Figur des Apothekers Simon Minderhout, die in diesem Buch eine wichtige, wenngleich nicht zentrale Rolle spielt, hat ’t Hart zur Hauptperson seines 1996 veröffentlichten Romans De nakomer (dt. Titel: Die Netzflickerin) gemacht.

## Rezeption
Verschiedene Erzählschichten seien kunstvoll ineinandergewirkt, befand Sabine Brandt in der Frankfurter Allgemeinen Zeitung. Das Buch befriedige „sowohl den Anspruch auf Spannung wie den auf literarisches Niveau.“
Beatrice von Bormann rezensierte das Buch für den Deutschlandfunk. Sie vermutete, dass der Leser, nachdem er „ein Puzzlestück nach dem anderen angereicht“ bekommen habe, angesichts des dennoch offenen Endes verstört zurückbleibe. „Immer wieder wird er vor Überraschungen gestellt in diesem Buch, das zugleich Krimi, Entwicklungsroman und eine Studie der niederländischen Gesellschaft – damals wie heute – ist. Dabei gehören eine klare Handlungsstruktur und die Beherrschung der Kunst des Dialogs zum Handwerkszeug eines Erzählers im alten Stil. Was die Lektüre von ’t Harts Roman zu einem wirklichen Genuß macht, sind sein subtiler Humor und seine reiche Sprache.“ Bei der Übersetzung sei allerdings einiges davon verloren gegangen.
Thomas Wörtche schrieb im Freitag: „Mit großer Meisterschaft inszeniert ’t Hart […] seine ganz und gar unzeitgeistigen Romane: Immer wieder auf die Bilder- und Gedankenwelt der niederländischen Traditionen zurückgreifend […], immer wieder ideengeschichtliche Probleme antextend, ohne daß deswegen die Romane diskursiv auflösbar würden.“ Die Garnierung mit „ländlich-idyllischer Szenerie, die den Einbruch des Schrecklichen noch schrecklicher erscheinen“ lasse, hebe die ohnehin niveauvolle Unterhaltung noch.